# Fryderyk I Zwycięski
Fryderyk Wittelsbach (ur. 1 sierpnia 1425 Heidelberg, zm. 12 grudnia 1476 tamże) – elektor Palatynatu Reńskiego.
Syn elektora Ludwika III i Matyldy Sabaudzkiej, brat Ludwika IV Wittelsbacha.

## Sprawy rodzinne
Jego ojciec udał się na pielgrzymkę do Jerozolimy w 1426 powrócił z niej ciężko chory, w związku z tym władze sprawował w tym czasie jego brat Otto z Palatynatu-Mosbach. Po śmierci Ludwika III regencję w imieniu niepełnoletniego Ludwika IV pełnił również Otto.
W 1447 roku zakochał się w Elżbiecie z Bawarii-Monachium jednak ona wyszła za mąż za Ulryka V Wirtemberskiego. Po śmierci Ludwika IV, Fryderyk adoptował jego syna Filipa, w którego imieniu rządził Palatynatem. W 1472 roku ożenił się z Klarą Dett jednak był to związek morganatyczny. Potomkami tej pary byli hrabiowie, a później książęta Löwenstein-Wertheim.

## Sprawy polityczne
W latach 1461–1462 trwała wojna badeńska, naprzeciwko siebie stanęły dwa obozy: pierwszym z nich dowodził Fryderyk, drugim margrabia Badenii Karol I oraz Ulryk V Wirtemberski. Przyczyną tego konfliktu był vacat na stanowisku biskupa Moguncji. Jedną z największych potyczek tej wojny była bitwa pod Seckenheim (27 czerwca 1462 roku) którą wygrał Ulryk.
W latach 1459–1463 zaangażował się w konflikt między Albrechtem Achillesem a Ludwikiem IX Bogatym - tzw. wojnę bawarską.
Po śmierci Fryderyka tytuł elektora odziedziczył Filip.